# 李日千
李日千（1931年—2016年2月16日），浙江省永嘉县永强（现属温州市龙湾区）人，毕业于上海第二医科大学，后担任温州医学院附属第一院普外科主任、代院长、副书记，1988年至1997年任温州医学院院长，期间自筹资金兴建眼视光医院大楼，争取温籍台胞何朝育黄美英夫妇捐资，建成附属育英儿童医院与附属第一院的多幢大楼，命名为“育英大楼”。

## 荣誉
- 美国新英格兰视光学院视光学名誉博士